# Mereczowszczyzna
Mereczowszczyzna (błr. Мерачоўшчына, Mieračoŭščyna; ros. Меречевщина, Mierieczewszczina) − wyludniona wieś na Białorusi, w obwodzie brzeskim, w rejonie iwacewickim.
Mereczowszczyzna leży nad Busiaczką, przy drodze z Iwacewicz do Różany, około 2 km na północny zachód od Kosowa. W 1746 w Mereczowszczyźnie urodził się Tadeusz Kościuszko.

## Historia
W I połowie XVIII wieku folwark Mereczowszczyzna był własnością Sapiehów. W 1733 r. objął go w zastaw Ludwik Tadeusz Kościuszko, w którego posiadaniu folwark znajdował się do czasu wykupienia w 1764 roku; Kościuszkowie przenieśli się wówczas do rodowych Siechnowicz. We dworze należącym do folwarku urodził się Tadeusz Kościuszko.
W II Rzeczypospolitej Mereczowszczyzna należała do gminy Kosów w powiecie kosowskim, w województwie poleskim. Była miejscem pamięci o Kościuszce do agresji sowieckiej z września 1939 roku. Dom Kościuszki został spalony w 1942 roku przez radzieckich partyzantów. W 1996 roku w Stanach Zjednoczonych powołano Komitet Odbudowy Domu Rodzinnego Kościuszki, staraniem którego dwór zrekonstruowano w 2004 roku. Odbudowę w większości sfinansowano z funduszy obwodu brzeskiego. W dworze mieści się muzeum.
Nieopodal Mereczowszczyzny znajduje się odbudowany pałac Pusłowskich w Kosowie.